# Contea di Luhuo
La contea di Luhuo (炉霍县S, Lúhuò XiànP) è una contea della Cina, situata nella provincia di Sichuan e amministrata dalla prefettura autonoma tibetana di Garzê.